# Hoher Wall
Der slawische Burgwall Hoher Wall befindet sich auf dem Gemeindegebiet Warrenzin südwestlich des Ortes Wolkow im Landkreis Mecklenburgische Seenplatte.
Das Bodendenkmal liegt am nördlichen bewaldeten Hochufer der Peene und war eine eingliedrige Niederungsburg. Funde von Sukower und Feldberger Keramik datieren diese Burganlage in die ältere Slawenzeit des 7. bis 9. Jahrhunderts.
Die Burg besteht aus einem bogenförmigen Abschnittswall mit davor liegendem Graben. Zwei deutliche Senken im Wall zeigen die ehemaligen Eingangstore an. Möglicherweise gab es ein drittes zur Peene hin. In der näheren Umgebung gibt es den Flurnamen Dörpstaede (Dorfstelle), der eine Vorburgsiedlung vermuten lässt.
Die Burg lag im Stammesgebiet der Zirzipanen, die in jener Zeit einer der Hauptstämme der Wilzen waren.
2,5 Kilometer weiter nordöstlich befindet sich eine weitere slawische Burganlage an der Peene, der „Weiße Wall“.

## Denkmalschutz
Der Burgstall der Wallanlage ist ein Bodendenkmal nach dem Denkmalschutzgesetz des Landes Mecklenburg-Vorpommern. Nachforschungen und gezieltes Sammeln von Funden sind genehmigungspflichtig, Zufallsfunde an die Denkmalbehörden zu melden.